# Iguanacolossus
Iguanacolossus is een geslacht van plantenetende ornithischische dinosauriërs, behorend tot de groep van de Euornithopoda, dat tijdens het vroege Krijt leefde in het gebied van het huidige Noord-Amerika.

## Vondst en naamgeving
In 2005 vond Donald D. DeBlieux bij Don's Ridge, nabij Green River, Grand County, Utah, het gedeeltelijk skelet van een iguanodontiër. In 2010 werd deze door Andrew T. McDonald, James I. Kirkland, DeBlieux zelf, Scott K. Madsen, Jennifer Cavin, Andrew R. C. Milner en Lukas Panzarin benoemd als de typesoort Iguanacolossus fortis. De geslachtsnaam is afgeleid van de leguaan, iguana in het Engels, omdat de tanden van deze plantenetende hagedis in 1824 een aanwijzing gaven over de aard van Iguanodon, en het Klassiek Grieks kolossos, "standbeeld", een verwijzing via de Kolossos van Rhodos naar de grote omvang van het dier. De soortaanduiding betekent "de sterke" in het Latijn. De soortnaam is bedoeld om als geheel gelezen te worden als: "de machtige leguaankolos".
Het holotype, UMNH VP 20205, is gevonden in de onderste Yellow Cat-afzetting van de Cedar Mountain-formatie die dateert uit het onderste Barremien, 129.4 tot 128.0 miljoen jaar oud. Het bestaat uit delen van de schedel, een halswervel, dertien ruggenwervels, vijf staartwervels, vijf chevrons, ribben, een rechterschouderblad, een rechterdarmbeen, een rechterschaambeen, een linkerkuitbeen en twee middenvoetsbeenderen van de linkervoet.

## Beschrijving

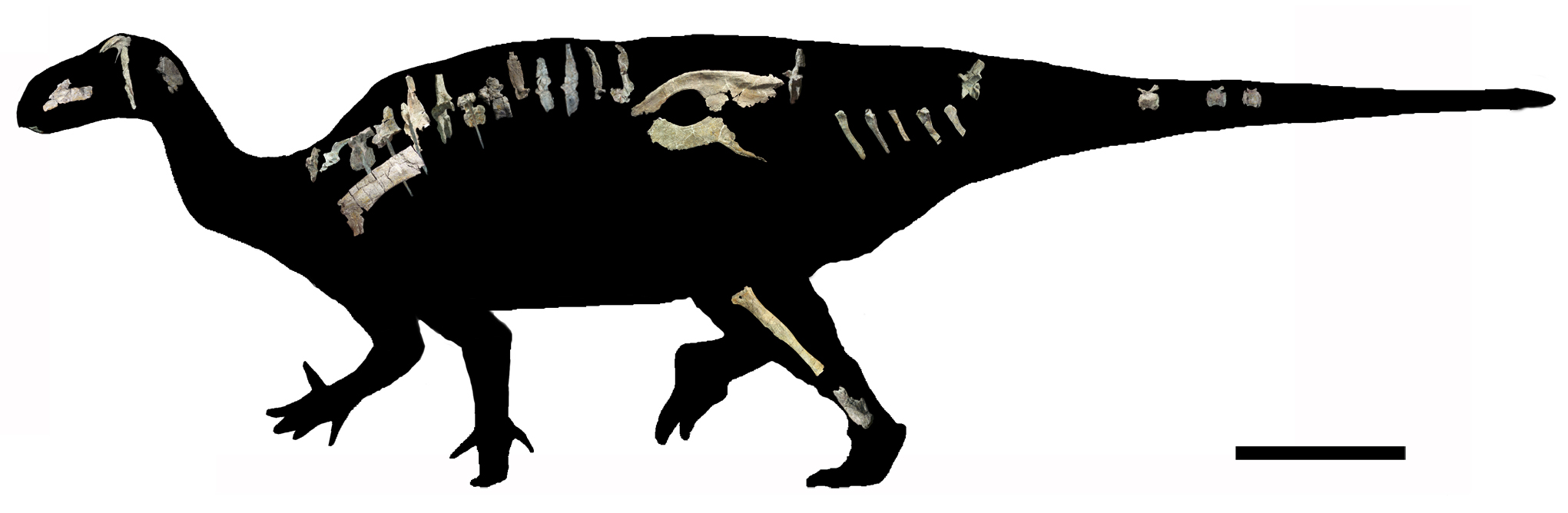
De gevonden delen van het skelet

Iguanacolossus is een grote iguandontiër met een geschatte lichaamslengte van ongeveer negen meter. Hij is zwaargebouwd. Het darmbeen is 895 millimeter lang.
De beschrijvers wisten één unieke afgeleide eigenschap, autapomorfie, vast te stellen: het squamosum aan de achterkant van de schedel heeft aan de achterste binnenkant een raakvlak met het supraoccipitale dat van achteren bekeken golvend is.
Verder stelde men een unieke combinatie van op zich niet unieke eigenschappen vast: het uitsteeksel van het squamosum dat het postorbitale raakt is dun en gevormd als een zwaardblad; het doornuitsteeksel van de axis heeft de vorm van een zwaardblad en heeft een halfcirkelvormig profiel; het voorblad van het darmbeen heeft een afgeplat uiteinde; de bovenrand van het darmbeen is recht; het vooruitsteeksel van  het schaambeen heeft een holle bovenrand en draait naar boven toe in een smalle punt; het schaambeen eindigt in een botte punt.

## Fylogenie
Volgens een kladistische analyse van de beschrijvers is Iguanacolossus vrij basaal in de Styracosterna geplaatst, buiten de meer afgeleide Hadrosauriformes. De volledige taxonomische indeling van Iguanacolossus fortis McDonald et al., 2010 vanaf het taxon Ornithopoda is klade Euornithopoda, klade Iguanodontia, klade Dryomorpha, klade Ankylopollexia, klade Styracosterna. Basale Iguanodontia kwamen tijdens het Onder Krijt overvloedig en in grote diversiteit bijna over de hele wereld voor en waren dus heel succesvol. De ontdekking van Iguanacolossus verschafte nieuwe informatie over de fylogenie van de basale Iguanodontia in Noord-Amerika, omdat toen deze kennis beperkt was tot Tenontosaurus tilletti. Iguanacolossus en de verwante Hippodraco scutodens, ook uit de Yellow Cat Member van de Cedar Mountain Formation, waren primitiever dan de basale Iguanodontia uit het Onder Krijt van Europa en Azië.